# Гребля Ваді-Мава
Гребля Ваді-Мава (Wadi Mawa) — інженерна споруда на півночі Оману.
У другій половині 20 століття зростання населення Оману та розширення поливного землеробства почало призводити до виснаження водоносних горизонтів, що на тлі пустельного клімату були головним джерелом прісної води в країні. Як наслідок, розробили програму їх поповнення шляхом спорудження численних гребель, які б утримували воду під час короткочасних дощів та забезпечували максимальне всотування води в алювіальні породи русла.
Шостою та однією з найбільших за розмірами водосховища греблею такого типу стала завершена в 1986 році споруда у Ваді-Мава (в ексклаві Мусандам). Долину ваді перекрили земляною спорудою довжиною 820 метрів та висотою 8 метрів.
Гребля здатна утримувати 1,4 млн м3 води та обладнана водопропускною спорудою продуктивністю 350 м³/с.